# Saussurea spathulifolia
Saussurea spathulifolia là một loài thực vật có hoa trong họ Cúc. Loài này được Franch. miêu tả khoa học đầu tiên năm 1888.